# لئوپولد لینتبرگ
لئوپولد لینتبرگ (انگلیسی: Leopold Lindtberg؛ ۱ ژوئن ۱۹۰۲ – ۱۸ آوریل ۱۹۸۴) یک کارگردان اهل اتریش بود. وی همچنین برنده جایزه نخل طلا برای فیلم آخرین شانس، و خرس طلایی جشنواره فیلم برلین برای فیلم چهار نفر در یک جیپ شده است.